# As Aparências Enganam (Os Caras de Pau)
As Aparências Enganam é o vigésimo oitavo episódio da primeira temporada da serie de televisão brasileira de comédia Os Caras de Pau, originalmente exibido na tarde de 24 de Outubro de 2011, um domingo, pela Rede Globo. Tem redação final de Chico Soares e Marcius Melhem, direção-geral de Marcio Trigo e direção de núcleo de Marcos Paulo.

## Enredo
Jorginho (interpretado por Leandro Hassum) fica assustado com a aproximação de um possível ladrão e quer sair correndo. Pedrão (interpretado por Marcius Melhem) segura o amigo e diz que ele está sendo preconceituoso.
O homem era, mesmo, um ladrão, e assalta os dois. Quando vão pedir ajuda a um suposto executivo, acabam tendo uma surpresa: ele também é um bandido e eles são assaltados novamente. A história se repete com um médico, uma freira e até mesmo um policial.
Em outra situação, Pedrão aconselha Jorginho a mentir para conquistar uma garota que conheceu pela internet. Só que Pedrão conhece a moça, e, em vez de ajudar, acaba atrapalhando os planos do amigo.

## Recepção

### Audiência
Em sua exibição original, na tarde de 14 de Outubro de 2011, o episódio registrou treze pontos, considerando a medição do Instituto Brasileiro de Opinião Pública e Estatística para a Região Metropolitana de São Paulo.  Teve quatro pontos a mais em relação ao episódio anterior, sendo líder em seu horário de exibição e o sétimo programa mais assistido da televisão aberta naquele dia.